# Chapelle Saint-Michel de Garian
La chapelle Saint-Michel de Garian est un édifice religieux catholique située à Arreau, en France.

## Localisation
La chapelle est située dans le département français des Hautes-Pyrénées, à l'ouest du village d’ Arreau au bord de la route départementale D 929 sur l’ancien hameau de Garian.

## Historique
La chapelle de  style roman a été remaniée au XIXe siècle, le toit et le clocher-mur ont été reconstruits en 1877

## Architecture
La chapelle est composée d’une nef unique prolongée à l’est d’une abside semi circulaire avec à l’ouest un clocher-mur à deux étages et trois baies. 

La porte d'entrée est surmontée d’un tympan orné d’un chrisme.

## Mobilier
Elle abrite un retable du XVIIIe siècle qui fut repeint au XIXe siècle placé derrière le maître autel, une statue de saint Michel est représentée dans la niche centrale.

## Galerie de photos

Sélection de vues de la chapelle
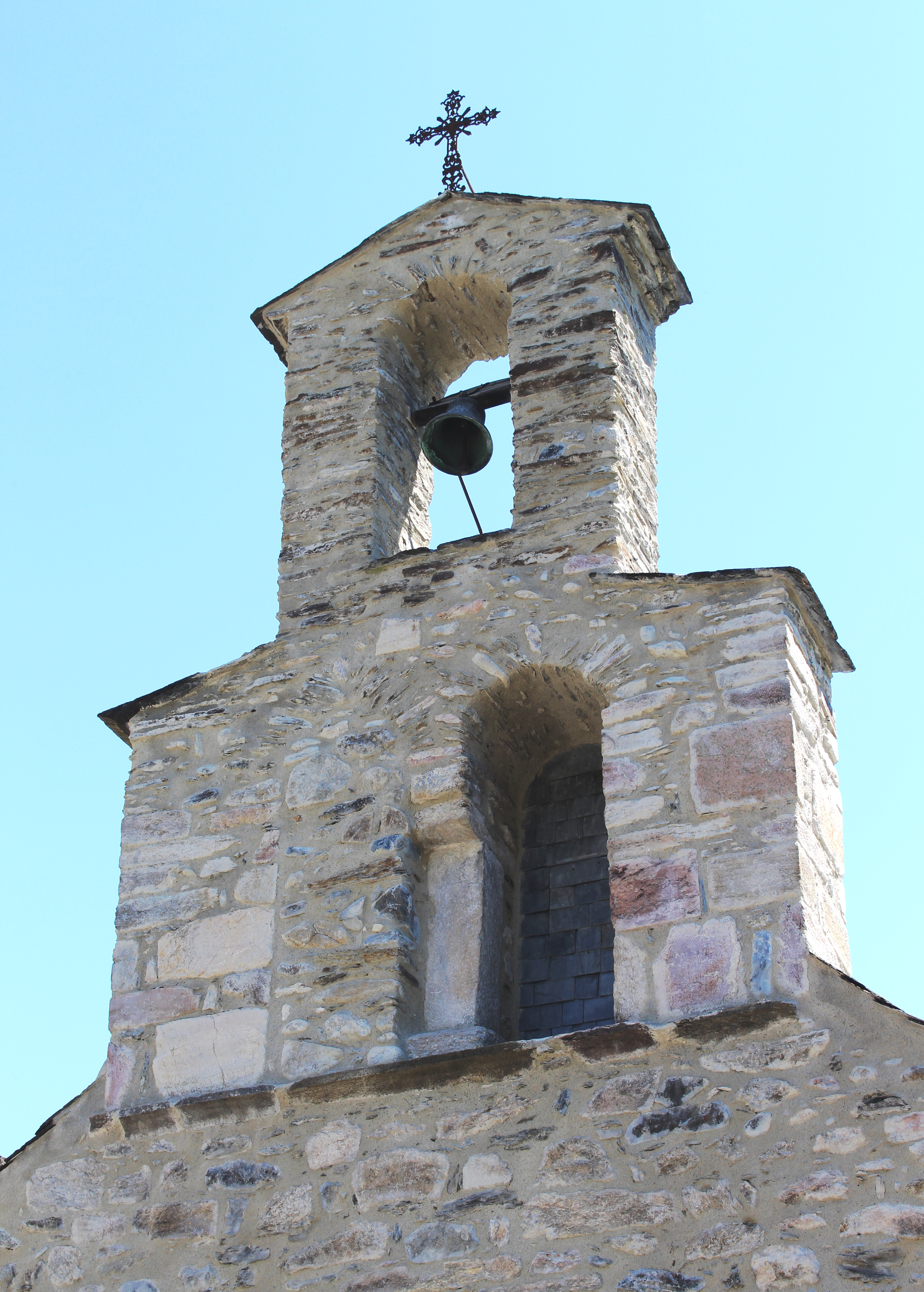
Le clocher-mur.
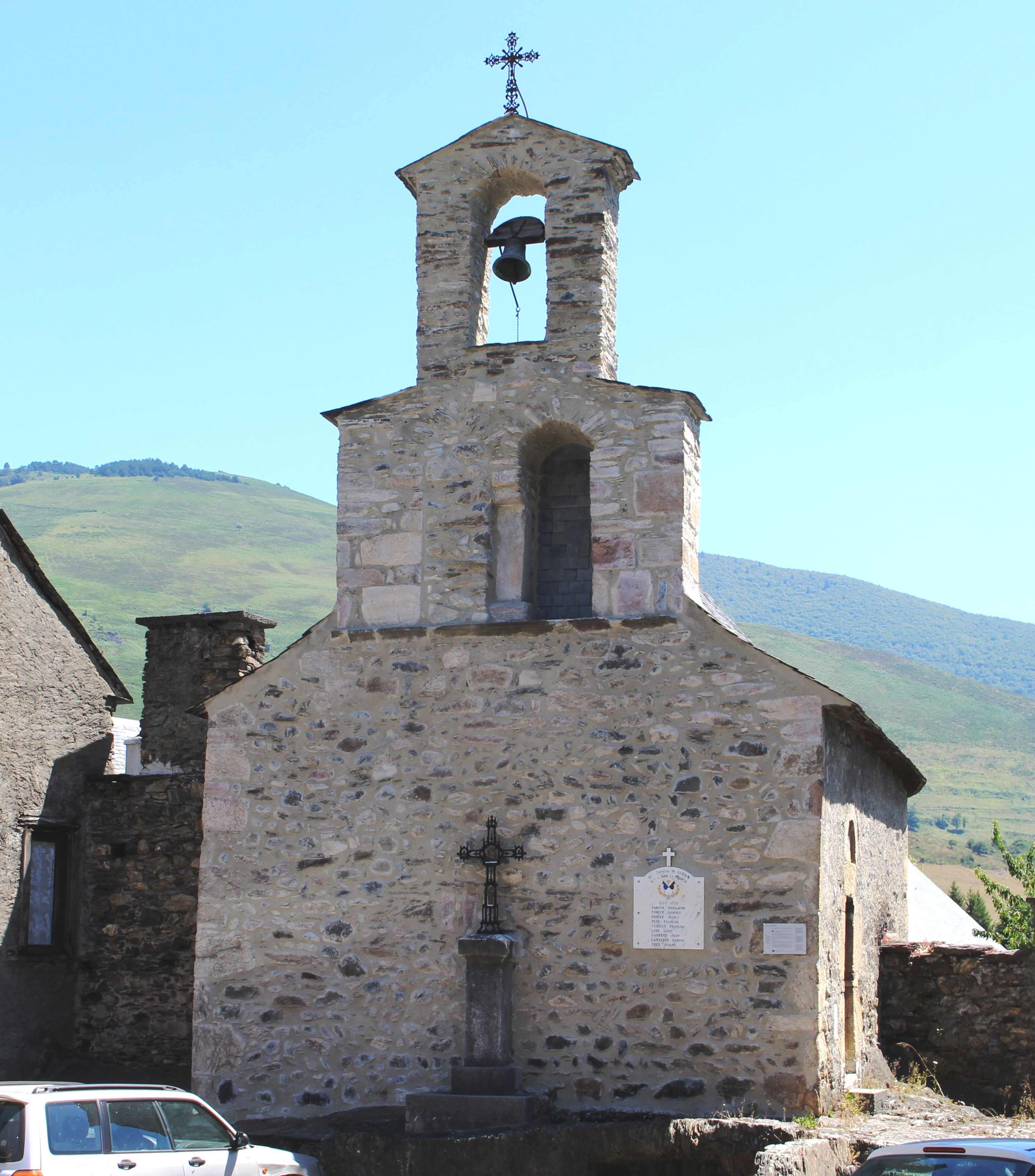